# Новожилов, Владимир Николаевич
Владимир Николаевич Новожилов(род. 30 июня1965 года, Энгельс) – советский и российский художник-сюрреалист, член Международного художественного фонда г. Москва, руководитель секции живописи Союза художников декоративно-прикладного искусства России.

## Биография
Родился 30 июня 1965 года в городе Энгельс Саратовской области.Начал заниматься живописью ещё в детстве. В 1989 году переехал в Москву, гдеперенимал опыт у художников Андрея Николаевича Кузнецова и Леонида Петровича Тихомирова, сохранив при этом собственную самобытную технику. В том же году начал принимать участие сначала в коллективных, а затем и персональных выставках.
В 2006 году организовал Всероссийскую общественную организацию «Фонд культуры России», позднее – «Русский дом».
Руководитель творческой группы «Арт Строй Групп».
В 2014 году стал руководителем секции живописи Союза художников декоративно-прикладного искусства России.
В 2014, 2015 и 2018 годах входил в каталог «Лучшие художники России. Декоративно-прикладное искусство».
Владимир написано около 1600 картин. Большинство его работ находится в частных коллекциях и музеях более чем в 20 странах.Среди владельцев картин Новожилова – Королевская семья Норвегии, президент Федерации еврейских общин России АлександрБородаи другие.
Произведения Владимира выдают решительность характера и некоторую разочарованность автора, а затем, переступив неписаные законы, вырываясь за пределы холста, поражают мощным эмоциональным всплеском, результатом анализа древней морали и стойкости, никогда не выходящими из моды. Перед нами предстаёт экстравагантный, но точный фотограф драмы и радости человеческого бытия, сражающийся в незримых духовных битвах. Мудрец вне времени, чистая душа, познавшая смысл благороднейшего искусства: знания жизни. Его произведения – скрытый смысл этого мира, отражающийся в удивлённых и потрясённых глазах тех, кто хоть раз в жизни увидел их.Иван Венеруччи, итальянский искусствовед
Каждая картина Новожилова – информация к размышлению. В его удивительных и сюрреалистических работах: калейдоскоп красок, масок, бесконечной фантазии и глубоких аллегорий.Сергей Коломийцев, директор Союза художников декоративно-прикладного искусства России

## Выставочная деятельность
Персональные выставки
- 1985 – Саратов, выставочный зал «Вдохновение».
- 2001 –Москва, казино «Эльдорадо»;народно-развлекательный центр[9].
- 2004 –Москва, Серебряный бор ООО «Народные промыслы»;Центральный дом художника.
- 2005 –Москва, отель «Рэдиссон Славянская»;Центральный дом художника; «Московский союз художников»; Международный художественный фонд.
- 2006 –Москва, Центральный дом художника.
- 2007 –Москва, выставочный центрМузей-усадьба Ф. И. Шаляпина.
- 2010 – Москва, дворец Красной Армии.
- 2011 – Москва, Центральный дом художника.
- 2013 – Москва, дом Союза художников прикладного искусства.
- 2014 – Москва, Центральный дом художника.
- 2015 – Москва, Центральный дом художника.
- 2016 –Москва, Посольство Эфиопии, посвящённая 125-летним отношениям между Россией и Эфиопией.
- 2017 – Москва, Центральный дом художника.
- 2018 –Москва, музей «Арт Деко»[10].
- 2019 –Москва, музей «АртДеко».

Коллективные выставки
- 2010 – Москва, Центральный дом художника.
- 2014 – Москва, музейно-выставочное объединение «Манеж».
- 2015 – Москва, выставочный комплекс «Гостиный двор».
- 2015 – Москва, Кремлёвский Дворец Съездов.

## Основные работы
- Новожилов со своей картиной

## Награды
- 2015 – Победитель международного конкурса «Магия кисти» (Италия)[11].